# Mario Grgurović
Mario Grgurović (Zara, 2 febbraio 1985) è un ex calciatore croato, di ruolo centrocampista.

## Carriera

### Club
Cresciuto nelle giovanili dell'Hajduk Spalato esordì in prima squadra il 19 marzo 2003 subentrando nei quarti di finale di ritorno di Coppa di Croazia.

## Statistiche

### Cronologia presenze e reti in nazionale
| Cronologia completa delle presenze e delle reti in nazionale ― Croazia under 21 | Cronologia completa delle presenze e delle reti in nazionale ― Croazia under 21 | Cronologia completa delle presenze e delle reti in nazionale ― Croazia under 21 | Cronologia completa delle presenze e delle reti in nazionale ― Croazia under 21 | Cronologia completa delle presenze e delle reti in nazionale ― Croazia under 21 | Cronologia completa delle presenze e delle reti in nazionale ― Croazia under 21 | Cronologia completa delle presenze e delle reti in nazionale ― Croazia under 21 | Cronologia completa delle presenze e delle reti in nazionale ― Croazia under 21 |
| Data                                                                            | Città                                                                           | In casa                                                                         | Risultato                                                                       | Ospiti                                                                          | Competizione                                                                    | Reti                                                                            | Note                                                                            |
| ------------------------------------------------------------------------------- | ------------------------------------------------------------------------------- | ------------------------------------------------------------------------------- | ------------------------------------------------------------------------------- | ------------------------------------------------------------------------------- | ------------------------------------------------------------------------------- | ------------------------------------------------------------------------------- | ------------------------------------------------------------------------------- |
| 31-3-2004                                                                       | Velika Gorica                                                                   | Croazia under 21                                                                | 0 – 0                                                                           | Turchia under 21                                                                | Amichevole                                                                      | -                                                                               | 62’                                                                             |
| 27-4-2004                                                                       | Velika Gorica                                                                   | Croazia under 21                                                                | 0 – 2                                                                           | Svezia under 21                                                                 | Amichevole                                                                      | -                                                                               | 51’                                                                             |
| 18-8-2004                                                                       | Varaždin                                                                        | Croazia under 21                                                                | 0 – 2                                                                           | Israele under 21                                                                | Amichevole                                                                      | -                                                                               |                                                                                 |
| 3-9-2004                                                                        | Velika Gorica                                                                   | Croazia under 21                                                                | 1 – 0                                                                           | Ungheria under 21                                                               | Qual. Europeo Under-21 2006                                                     | -                                                                               | 61’                                                                             |
| 7-9-2004                                                                        | Trollhättan                                                                     | Svezia under 21                                                                 | 0 – 2                                                                           | Croazia under 21                                                                | Qual. Europeo Under-21 2006                                                     | 1                                                                               |                                                                                 |
| 8-10-2004                                                                       | Velika Gorica                                                                   | Croazia under 21                                                                | 1 – 0                                                                           | Bulgaria under 21                                                               | Qual. Europeo Under-21 2006                                                     | -                                                                               |                                                                                 |
| 17-11-2004                                                                      | Vinkovci                                                                        | Croazia under 21                                                                | 0 – 4                                                                           | Bosnia ed Erzegovina under 21                                                   | Amichevole                                                                      | -                                                                               | 69’                                                                             |
| 9-2-2005                                                                        | Gerusalemme                                                                     | Israele under 21                                                                | 1 – 0                                                                           | Croazia under 21                                                                | Amichevole                                                                      | -                                                                               | 75’                                                                             |
| 25-3-2005                                                                       | Velika Gorica                                                                   | Croazia under 21                                                                | 2 – 1                                                                           | Islanda under 21                                                                | Qual. Europeo Under-21 2006                                                     | -                                                                               | 75’                                                                             |
| 29-3-2005                                                                       | Velika Gorica                                                                   | Croazia under 21                                                                | 1 – 0                                                                           | Malta under 21                                                                  | Qual. Europeo Under-21 2006                                                     | -                                                                               |                                                                                 |
| 3-6-2005                                                                        | Sofia                                                                           | Bulgaria under 21                                                               | 2 – 1                                                                           | Croazia under 21                                                                | Qual. Europeo Under-21 2006                                                     | -                                                                               | 75’                                                                             |
| 2-9-2005                                                                        | Reykjavík                                                                       | Islanda under 21                                                                | 1 – 2                                                                           | Croazia under 21                                                                | Qual. Europeo Under-21 2006                                                     | -                                                                               |                                                                                 |
| 6-9-2005                                                                        | La Valletta                                                                     | Malta under 21                                                                  | 0 – 1                                                                           | Croazia under 21                                                                | Qual. Europeo Under-21 2006                                                     | -                                                                               | 75’                                                                             |
| 7-10-2005                                                                       | Velika Gorica                                                                   | Croazia under 21                                                                | 1 – 0                                                                           | Svezia under 21                                                                 | Qual. Europeo Under-21 2006                                                     | -                                                                               | 75’                                                                             |
| 11-10-2005                                                                      | Kaposvár                                                                        | Ungheria under 21                                                               | 2 – 2                                                                           | Croazia under 21                                                                | Qual. Europeo Under-21 2006                                                     | -                                                                               | 80’                                                                             |
| 12-11-2005                                                                      | Belgrado                                                                        | Serbia under 21                                                                 | 3 – 1                                                                           | Croazia under 21                                                                | Qual. Europeo Under-21 2006                                                     | -                                                                               | 90+1’                                                                           |
| 1-3-2006                                                                        | Fiume                                                                           | Croazia under 21                                                                | 2 – 1                                                                           | Danimarca under 21                                                              | Amichevole                                                                      | -                                                                               |                                                                                 |
| Totale                                                                          |                                                                                 | Presenze                                                                        | 17                                                                              |                                                                                 | Reti                                                                            | 1                                                                               |                                                                                 |

## Palmarès

### Giocatore
- Campionato croato: 2

Hajduk Spalato: 2003-2004, 2004-2005
- Coppa di Croazia: 1

Hajduk Spalato: 2002-2003
- Supercoppa di Croazia: 1

Hajduk Spalato: 2005
- Coppa di Lituania: 1

Žalgiris: 2011-2012